# J.F. Rosenstand
Johan Frederik Rosenstand (29. december 1820 i København – 6. maj 1887 sammesteds) var en dansk xylograf og fotograf.
Rosenstand var søn af urtekræmmer, senere papirhandler Ditlev Mehl Rosenstand og Maren f. Thorup. 
Han blev udlært som bogbindersvend 1842, men gav sig derpå til at søge undervisning som xylograf hos Axel Kittendorff og englænderen Beneworth. Han havde allerede mellem 1833 og 1844 med enkelte afbrydelser gået på Kunstakademiet. Sin egentlige uddannelse fik han dog i Stockholm, hvor han 1845 var repræsenteret med xylografi ved Akademiets udstillinger, og navnlig i Tyskland. 1854 vendte han hjem til Danmark, hvor han kom til at arbejde hos Kittendorff & Aagaard, hvis værksted han en overgang var leder af. Sammen med dette værksteds bedste medarbejder, H.C. Henneberg, grundlagde han i 1862 (måske allerede 1858) en selvstændig virksomhed, Atelier for Photographi og Xylographi, hvoraf Henneberg dog udtrådte 1865. Dette blev 1887 fortsat af Herman Rudolf Müller og Herman L. Basse og eksisterede som Rosenstands xylografiske Atelier, indtil det som det sidste træskærerværksted i Danmark lukkede i 1933.
Blandt de mange træsnit, der er udgået fra Rosenstands Atelier, findes der foruden en lang række portrætter af tidens kendte mænd som N.L. Høyen, N.F.S. Grundtvig, Christian Winther, Orla Lehmann, J.P.E. Hartmann o.a., en mængde titelblade med illustrationer i tidens stil efter tegninger af kunstnere som Julius Exner, Henrik Olrik, August Jerndorff, Frants Henningsen og Joakim Skovgaard. Desuden har han skåret Holberg-illustrationer efter Wilhelm Marstrands tegning og s. m. Henneberg nogle af Vilhelm Pedersens H.C. Andersen-illustrationer. I sine senere år var Rosenstand mest optaget af at skære videnskabelige tegninger, og de træsnit, der i Foreningen Fremtidens Billeder af danske Kunstnere til Digte af ældre og nyere Forfattere er signeret J.F. Rosenstand, må antages at være skåret af hans efterfølgere. 
Han er begravet på Assistens Kirkegård.